# Entzündungshemmung
Entzündungshemmung bezeichnet die körpereigene oder therapeutische Abschwächung von Entzündung, bei der die Ursache der Entzündung nicht beseitigt wird. Ein entzündungshemmend (synonym: antiphlogistisch, antiinflammatorisch) wirkendes Arzneimittel heißt Antiphlogistikum (von griechisch anti „gegen“, und phlogosis „Entzündung“) oder Antiinflammatorikum und wird neben physikalischen Verfahren in der Behandlung entzündlicher Erkrankungen eingesetzt, unter anderem als Antirheumatikum. Das bedeutendste und am stärksten entzündungshemmende Hormon ist das Cortisol, das als Teil der Hypothalamus-Hypophysen-Nebennierenrinden-Achse bei allen Formen von Stress (körperlich und psychisch, aber auch bei Hunger und Infekten) ausgeschüttet wird. 1948 hatten Philip Showalter Hench und Edward Calvin Kendall die antirheumatische Wirkung von Cortison beschrieben.

## Medikamente
Antiphlogistika im engeren Wortsinne sind die COX-Hemmer und Glucocorticoide, wobei die COX-Hemmer als nichtsteroidale Antiphlogistika (oder nichtsteroidale Antirheumatika, NSAR) den Glucocorticoiden gegenübergestellt werden. Alle systemisch wirkenden entzündungshemmenden Medikamente (wohl mit Ausnahme der COX-Hemmer) schwächen die körpereigene Abwehr von Krankheitserregern.

### COX-Hemmer
Das Enzym Cyclooxygenase (COX) trägt zur Entzündung bei, indem es zwei Reaktionsschritte in der Synthese von Entzündungsmediatoren aus der Klasse der Prostaglandine katalysiert. Diese Entzündungsmediatoren sind insbesondere für die erhöhte Schmerzempfindlichkeit im Entzündungsgebiet verantwortlich, woraus sich die Hauptwirkung von COX-Hemmern als Schmerzmittel ergibt. Zu den unspezifischen COX-Hemmern gehören Acetylsalicylsäure (ASS, etwa als Aspirin oder Godamed), Ibuprofen, Naproxen und Diclofenac (Voltaren) sowie Ketoprofen; neuere, selektiv die Isoform COX-2 hemmende Arzneistoffe sind die Coxibe. Siehe auch: Nichtsteroidales Antirheumatikum#Einteilung.
Prostaglandine sind auch für andere Vorgänge im Körper notwendig, insbesondere vermitteln sie den Schutz des Magens vor der Magensäure und stellen eine ausreichende Durchblutung der Nieren sicher. Ferner ist die COX zur Synthese von Thromboxan in den Blutplättchen (wirkt gefäßverengend und gerinnungsfördernd) und von Prostacyclin in Gefäßwandzellen (wirkt gefäßerweiternd und gerinnungshemmend) notwendig. Daraus ergeben sich die Nebenwirkungen der unspezifischen COX-Hemmer: Geschwüre in Magen (Ulcus ventriculi) und Darm (Ulcus duodeni), Nierenschädigung und Blutdruckerhöhung, Thrombozytenaggregationshemmung (wobei letztes bei ASS in niedriger Dosierung die erwünschte Hauptwirkung ist). Da für die Entzündungsreaktion die Isoform COX-2 verantwortlich ist, wurden Medikamente entwickelt, die durch selektive Blockade der COX-2 frei von obigen Nebenwirkungen sein sollten. Diese Hoffnungen erfüllten sich nicht. Zwar sind Ulcera bei Einsatz von Coxiben etwas seltener, dafür treten etwas mehr schwerwiegende kardiovaskuläre Ereignisse auf, weil die COX-2 auch in der Niere und in den Gefäßwandzellen von großer Bedeutung ist.

### Steroide
Steroide sind körpereigene oder synthetische Stoffe, die sich chemisch vom Cholesterin ableiten. Darunter befinden sich das körpereigene Stresshormon Cortisol und andere Glucocorticoide, die blutzuckererhöhend, aber auch immunsuppressiv wirken. Die Wirkung synthetischer Glucocorticoide wie Hydrocortison, Prednisolon oder Dexamethason beruht auf der Bindung an dieselben Rezeptoren im Zellkern, weshalb Glucocorticoide sehr gut verträglich sind. Viele Autoimmunerkrankungen verlaufen in Schüben, die kurzzeitige Therapie mit einem hochdosierten Glucocorticoid (Stoßtherapie) verschafft dann akut oft schnelle Besserung. Die langfristige systemische Anwendung ist dagegen nur in geringer Dosierung möglich, da der aufgezwungene Stressstoffwechsel sonst in ein Cushing-Syndrom führen würde; für eine langfristige Basistherapie sind deshalb oft andere Medikamente notwendig. Die topische Glucocorticoid-Gabe ist zur Behandlung entzündlicher Hauterkrankungen weit verbreitet und meist ohne systemische Nebenwirkungen, abhängig von der Körperregion können lokale Nebenwirkungen wie Hautatrophie und Teleangiektasien langfristig relevant werden.
Das Steroidhormon Calcitriol (aktiviertes Vitamin D) hemmt einerseits T-Zell-Reaktionen, fördert aber andererseits die Aktivität und das Überleben von Makrophagen, sodass es nicht pauschal als immunsuppressiv bezeichnet werden kann. Lokal auf die Haut aufgetragen, dienen Calcitriol und Abkömmlinge wie Calcipotriol insbesondere der Behandlung der Psoriasis (Schuppenflechte). Obwohl Vitamin-D-Mangel als Ursache von Autoimmunkrankheiten diskutiert wird, existiert keine Empfehlung zur oralen Einnahme von Vitamin-D-Präparaten zur Prävention oder Behandlung entzündlicher Erkrankungen.

### Immunsuppressiva
Zu den Immunsuppressiva gehören neben den Glucocorticoiden noch eine große Zahl anderer Medikamente mit sehr unterschiedlicher Wirkungsweise, einen Überblick gibt der entsprechende Artikel. Der Hautarzt findet unter den Immunsuppressiva viele weitere Möglichkeiten zur Lokaltherapie entzündlicher Hauterkrankungen. In der Rheumatologie dienen Immunsuppressiva als langfristig eingenommene Basistherapie. So werden Schübe und ein Fortschreiten der Krankheit verhindert, ohne dass langfristig hohe Dosen an Glucocorticoiden eingenommen werden müssen; man spricht auch von disease-modifying anti-rheumatic drugs (DMARD). Bedeutende Vertreter dieses Therapieprinzips sind Methotrexat (MTX), Azathioprin, Leflunomid, Sulfasalazin und Hydroxychloroquin.

### Moderne Antirheumatika
Moderne Antirheumatika greifen gezielt in die Kommunikation zwischen Immunzellen ein. Es können Botenstoffe neutralisiert oder deren Rezeptoren auf den Zellen blockiert werden. Beispielhafte Ziele sind der Tumornekrosefaktor, der Interleukin-6-Rezeptor oder das B-Zell-Antigen CD20. Da sich die beteiligten Zelltypen und Botenstoffe für unterschiedliche entzündliche Erkrankungen unterscheiden, kann durch die gezielte Auswahl eines modernen Antirheumatikums eine spezifischere und damit stärkere Wirkung erzielt werden.
Die eingesetzten Hemmstoffe sind zumeist Proteine oder andere größere Biopolymere; oft handelt es sich um monoklonale Antikörper, Teile von Antikörpern oder Fusionsproteine mit Antikörpern. Im klinischen Sprachgebrauch werden diese Medikamente als Biologika bezeichnet. Da Proteine bei Einnahme über den Mund einfach verdaut werden, sind Infusionen oder Injektionen unter die Haut notwendig, die im Abstand von Tagen bis Monaten wiederholt werden. Da Proteine denaturieren können, müssen Biologika im Kühlschrank gelagert werden. Die Januskinase-Inhibitoren sind ein Beispiel für Neuentwicklungen, die ähnlich wie Biologika wirken, aber chemisch kleine Moleküle sind, sodass sie als Tablette eingenommen werden können.
Allen modernen Antirheumatika gemein sind die enormen (oft fünfstelligen) Jahrestherapiekosten. Aus diesem Grund ist ihr Einsatz oft auf das Versagen klassischer Pharmakotherapien begrenzt. Um die Wirkung zu verstärken, schreibt die Zulassung oft die Kombination mit klassischen Immunsuppressiva wie MTX vor.

### Placebo
Auch Placebos erreichen teils beachtliche Entzündungshemmung. Mit der Erklärung solcher Phänomene beschäftigt sich die Psychoneuroimmunologie.

## Physikalische Verfahren

### Kälte
Kühlung wirkt lokal entzündungshemmend, indem sie den Stoffwechsel verlangsamt, die Erregung sensibilisierter Nozizeptoren mindert und die Durchblutung senkt. Wichtig ist eine andauernde Kühlung anstelle kurzer Intervalle, um die reaktive Hyperthermie zu vermeiden. Für den Patienten ergibt sich ein Rückgang der Entzündungszeichen Schmerz, Rötung und Schwellung; für völlige Schmerzfreiheit muss eine Oberflächentemperatur von 12 °C bis 13 °C erreicht werden. Bei andauernden Schmerzen durch Muskelverspannung (wie beim unspezifischen Rückenschmerz) ist dagegen Wärme besser geeignet.

### UV-Licht
Entzündliche Hauterkrankungen bessern sich oft spontan im Sommer. Eine möglich Ursache dafür ist, dass UV-Licht für die körpereigene Synthese von Vitamin D notwendig ist. UV-Licht wirkt aber auch akut entzündungshemmend auf die bestrahlte Haut, wofür zytostatische Effekte verantwortlich gemacht werden: Die hochfrequentere (energiereichere) UVB-Strahlung wird zum größten Teil schon in der Epidermis absorbiert und bewirkt dabei direkte DNA-Schäden durch Strangbruch, während die niederfrequentere (energieärmere) UVA-Strahlung bis in die Dermis vordringt und dabei reaktive Sauerstoffspezies erzeugt. Bei der gezielten Lichttherapie in der Dermatologie wird das Frequenzband entsprechend der zu behandelnden Krankheit ausgewählt und die Intensität zum Schutz vor Hautkrebs nach Messung der minimalen Erythemdosis individuell für den Patienten festgelegt. Der Effekt kann durch photosensibilisierende Substanzen wie Psoralene verstärkt werden (siehe PUVA).

## Ernährung

### Zusammenhang
In Bezug auf die Ernährung gibt es Zusammenhänge zwischen oxidativen Stress und Entzündungsprozessen. So können Nahrungsmittel, welche oxidativen Stress fördern, Entzündungsprozesse fördern und umgedreht solche Nahrungsmittel, welche antioxidativ wirken, Entzündungsprozessen entgegenwirken. Ein weiterer Zusammenhang zwischen Ernährung und Entzündungsprozessen findet sich auf hormoneller Ebene, da die Ernährung die Konzentration bestimmter Hormone beeinflusst.
Daneben wird der Einfluss verschiedener Lebensmittel auf die Entzündungshemmung untersucht. Beobachtungsstudien zeigten beispielsweise positive Effekte bei Vollkornprodukten, Nüssen, Samen, Früchten, Gemüse, Fisch und Tee. Interventionsstudien zeigten keinen Effekt bei Vollkornprodukten oder Tee, jedoch bei Obst und Gemüse. Mögliche entzündungshemmende Effekte werden bei Vitamin C und E diskutiert, ebenso bei Beta-Carotin, Flavonoiden und marinen Omega-3-Fettsäuren.
Diskutiert wird, dass sich der Konsum gesättigter Fettsäuren und von AGEs (advanced glycated end products) verstärkend auf Entzündungsvorgänge auswirken kann. Denkbar ist auch eine Schwächung von Barrierefunktionen durch inadäquate Ernährung (beispielsweise bei chronisch-entzündlichen Darmerkrankungen).
Therapeutische Ansätze zur Behandlung sind beispielsweise eine Gewichtsreduktion durch die Beschränkung der Zufuhr von Nahrungsenergie.

### Vergleich von Ernährungsweisen
Epidemiologische Studien zeigen die Bedeutung von Ernährungsweisen. So ist eine mediterrane Ernährung oder auch eine vegetarische Ernährung mit geringeren Entzündungswerten assoziiert.
Eine Metastudie aus dem Jahr 2022 konnte zeigen, dass eine westliche Ernährung mit einem hohen Anteil an rotem und verarbeitetem Fleisch und Auszugsmehl mit höheren Entzündungswerten und mehr oxidativem Stress verbunden ist. Im Vergleich dazu zeigten vegane, vegetarische oder Mediterrane Ernährung wie auch die DASH-Ernährung geringere Werte auf.